# Szárnyas feketeszem
A szárnyas feketeszem (Thunbergia alata) az ajakosvirágúak (Lamiales) rendjébe és a medvekörömfélék (Acanthaceae) családjába tartozó faj.

## Előfordulása
A szárnyas feketeszem eredeti előfordulási területe Kelet-Afrika. A Föld számos részére betelepítették, emiatt vadonélő állományai vannak a brazíliai Cerradóban, Ausztrália keleti felén, valamint az Amerikai Egyesült Államokbeli Hawaiion, Texasban és Floridában. Ott ahol túlságosan elszaporodott inváziós fajnak számít. Sok helyen dísznövényként tartják.

## Megjelenése
Lágy szárú, évelő növényfaj, mely indák segítségével kúszik. A levelei szív vagy nyílhegyalakúak. A virágai háromszirmúak; az egész növekedési időszakában virágzik. Az eredeti virág narancssárga fekete középpel; azonban sokféle színváltozatát is kifejlesztették, a sárgától a vörösig, csokoládé-lila középpel.

## Képek

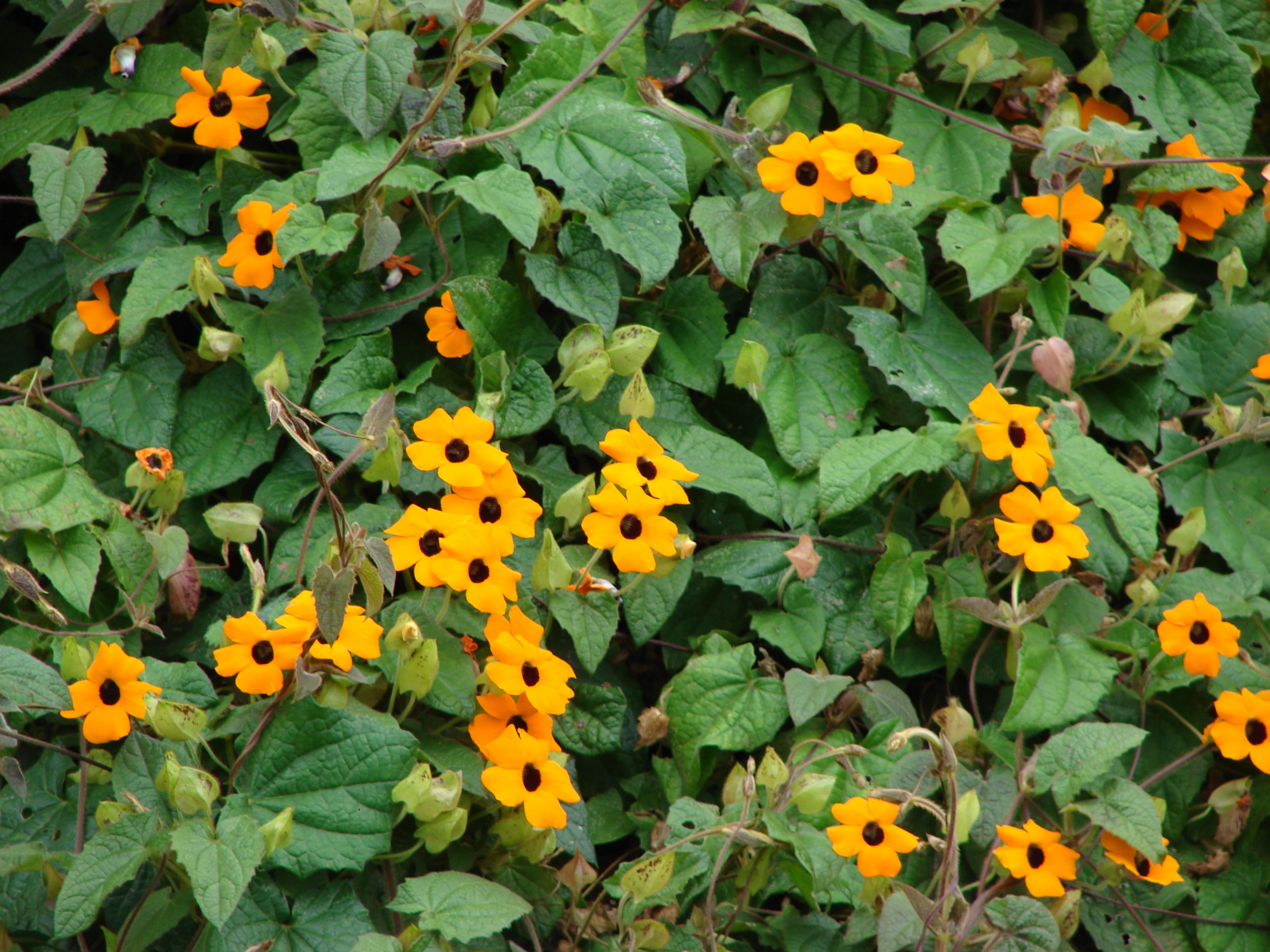
A növény
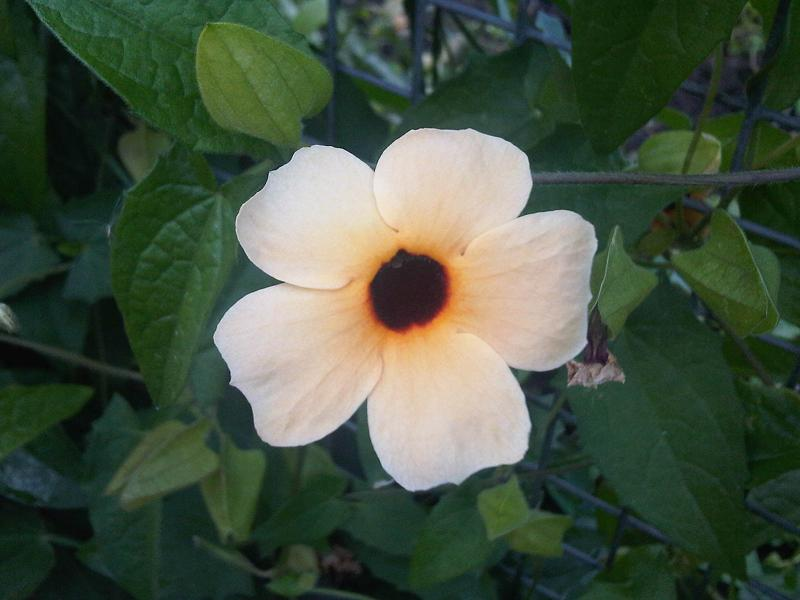
és kifejlesztett változata
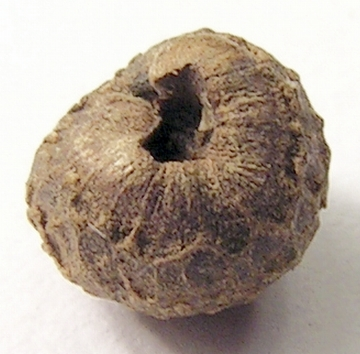
Felnagyított, 4 milliméteres magva

### Fordítás
- Ez a szócikk részben vagy egészben  a   Thunbergia alata című angol Wikipédia-szócikk ezen változatának fordításán alapul.  Az eredeti cikk szerkesztőit annak laptörténete sorolja fel. Ez a jelzés csupán a megfogalmazás eredetét és a szerzői jogokat jelzi, nem szolgál a cikkben szereplő információk forrásmegjelöléseként.